# Cymbaline
«Cymbaline» (с англ. — «Цимбалина») — песня группы Pink Floyd с альбома 1969 года More — саундтрека к фильму Барбета Шрёдера «Ещё» (More). Представлена на первой стороне LP шестым по счёту треком. Авторство музыки и лирики песни «Cymbaline» принадлежит Роджеру Уотерсу, вокальную партию исполняет Дэвид Гилмор, в финале композиции звучит соло на органе, исполняемое Ричардом Райтом в стиле «Rick’s Turkish Delight». «Cymbaline» исполнялась под названием «Nightmare» в сюите «The Man» (одной из двух сюит концерта 1969 года The Man and The Journey). По предположению Энди Маббетта (Andy Mabbett), редактора журнала The Amazing Pudding и автора ряда книг о Pink Floyd, название песни может быть связано с пьесой Шекспира «Цимбелин» (англ. Cymbeline).

## Исполнения на концертах
«Cymbaline», так же как и «Green Is the Colour», ещё одна песня из саундтрека More, была одной из основных композиций в концертной программе Pink Floyd с 1969 года. Последний раз на концерте «Cymbaline» была исполнена в конце 1971 года.
В студии BBC «Cymbaline» исполнялась группой в мае 1969 года.

## Фильм «Ещё»
В отличие от большинства композиций саундтрека, звучащих в фильме «Ещё» фрагментарно, «Cymbaline» исполняется полностью. Действие фильма происходит в Париже, главный герой картины, Стефан, заходит в гости к Эстелле, чтобы вернуть ей украденные у неё деньги. Эстелла включает проигрыватель и ставит иглу на дорожку грампластинки, на которой записана «Cymbaline». Вначале звуки этой песни сопровождают кадры, в которых Эстелла в спешке переодевается, вспомнив, что опаздывает на самолёт. Затем следуют кадры, в которых Стефан рассматривает вещи в квартире Эстеллы, выходит на балкон, с которого открывается вид на оживлённый уличный перекрёсток. Стефан находит пакет с марихуаной и спрашивает Эстеллу, что это такое. Та, ничего не отвечая, начинает курить сама, а затем даёт попробовать Стефану, показывая как это делать правильно. Они ложатся на кровать, продолжая курить, Эстелла закрывает Стефану глаза, чтобы тот смог лучше ощутить эффект от курения марихуаны. В сцене, в которой Стефан, только что прибывший на Ибицу, заходит в бар, заказывает чашку кофе и спрашивает адрес доктора Вольфа, звучит чуть более половины минуты мелодия похожая на органное соло из «Cymbaline». Энди Маббетт в книге «Полный путеводитель по музыке Pink Floyd» утверждает, что текст песни, записанный на альбоме, отличается от текста песни, звучащего в фильме.

## Участники записи
- Дэвид Гилмор — акустическая гитара, вокал;
- Ричард Райт — фортепиано и орган Фарфиса;
- Роджер Уотерс — бас-гитара;
- Ник Мейсон — ударные.